# 볼보 EX30
볼보 EX30(Volvo EX30)은 볼보자동차의 배터리식 전기 소형 크로스오버 SUV이다. 2023년 6월에 공개되었으며, 현재 시판 중인 볼보 차량 중 가장 작은 모델이다.

## 개요
2022년 11월, EX30은 볼보 EX90과 함께 티저 이미지로 처음, 그리고 2023년 6월 7월에 공개되었다.
무선 휴대전화 충전 기능과 USB-C 포트, 12V 전원 콘센트가 장착되어 있으며,  구글 시스템을 기반으로 한 12.3인치 태블릿 스타일 인포테인먼트 화면이 탑재되어있다. EX30의 경쟁 모델로는 지프 어벤저 EV와 기아 니로 EV가 있다.

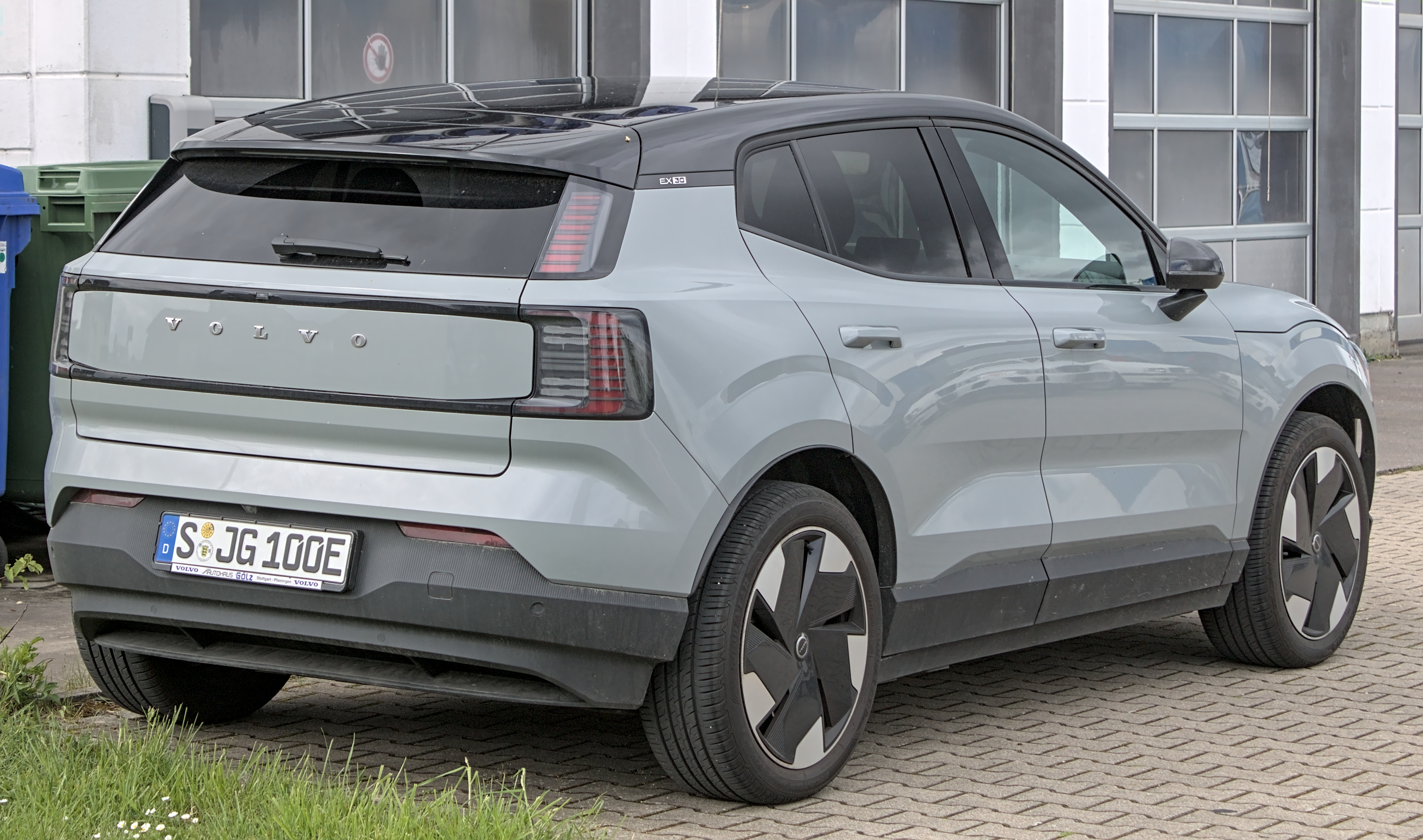
외관
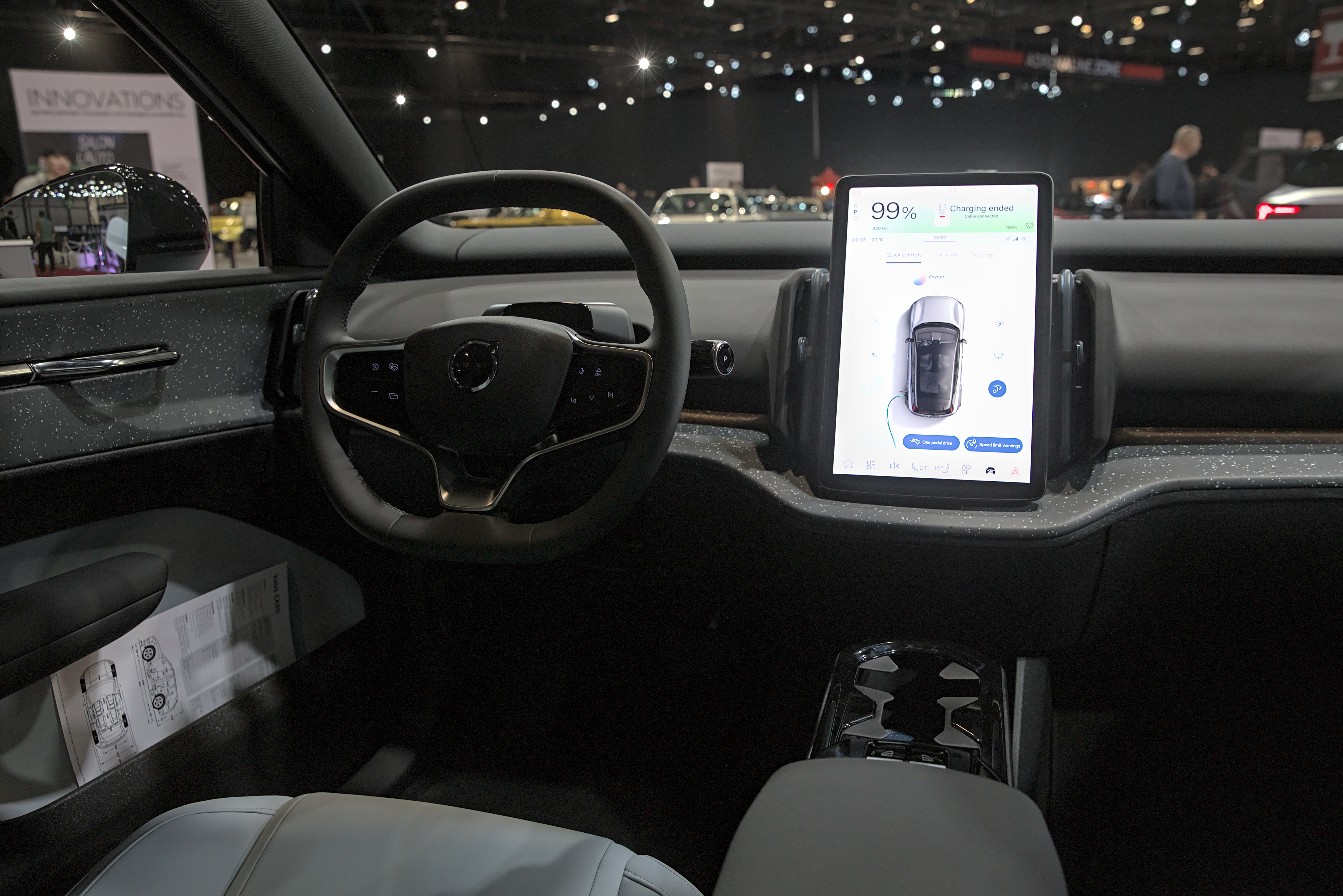
내부